# Giulio Cesare la Galla
Giulio Cesare la Galla (también escrito en ocasiones como Julius Cæsar Lagalla o Giulio Cesare Lagalla) (1576–1624) fue un profesor de filosofía italiano, que desarrolló su carrera en el Collegio Romano.

## Semblanza
La Galla nació en 1576 en la localidad de Padula, por entonces perteneciente al Reino de Nápoles. Estudió filosofía y medicina, convirtiéndose en médico de las galeras de los Estados Pontificios. Posteriormente se trasladó a Roma, donde consiguió un puesto de profesor de filosofía natural en el Collegio Romano. Se convirtió en el líder de los seguidores en la ciudad del pensamiento peripatético aristoteliano, figurando entre los adversarios de la teoría heliocéntrica de Copérnico.
Siguiendo mediante un telescopio las observaciones de Galileo de la Luna publicadas en el Sidereus Nuncius,  La Galla publicó un folleto de respuesta. Participó en las demostraciones del instrumento realizadas por Galileo, no dudando de su capacidad. Pero debatió la interpretación tridimensional de la superficie de la Luna realizada por Galileo basada en observaciones visuales bidimensionales.
En su libro De Phenomenis in Orbe Lunae (publicado en Venecia en 1612) afirmaba que la piedra natural (denominada por entonces como "lapis solaris" y que le había mostrado Galileo Galilei) era incapaz de emitir luz solo después de ser calcinada. Ahora se sabe que la "Piedra de Bolonia" era una pieza de barita (sulfato de bario), que posee propiedades de luminiscencia.

## Eponimia
- El cráter lunar Lagalla lleva este nombre en su memoria.[1]